# Crónicas de la Diversidad
Crónicas de la Diversidad es una plataforma de comunicaciones (redes sociales, publicaciones, eventos, revista digital e impresa y página web), creada para contribuir a la difusión del arte y la cultura LGBT+ peruana y a la lucha contra la discriminación mediática desde abril de 2014.

## Trayectoria
La plataforma cultural Crónicas de la Diversidad tiene como antecedente al Blog del ocio: Crónicas de la Diversidad, creado por Julio Lossio en 2010, blog personal donde compartió experiencias de un hombre gay en Lima, Perú, con el objetivo de «mejorar la compresión entre gays masculinos, gays femeninos. Y entre homos y heteros». Surgió como respuesta al silencio de los medios tradicionales ante la producción artística y cultural de esta comunidad.
El primer número de la revista impresa apareció el 11 de abril de 2014. Desde entonces, Crónicas de la Diversidad ha publicado 13 números impresos. En 2024 alcanzó los 48 números digitales, consolidándose como una de las pocas plataformas de comunicaciones destinada a difundir el arte y la cultura LGBT+ peruana, y a contribuir a la lucha contra la discriminación. El 2018 lanzaron su canal de YouTube con el objetivo de registrar el «acervo cultural de la comunidad LGTB+ peruana».
En 2019 apareció el número 0 de la revista digital, y su canal de ISSUU, donde están disponibles todas sus publicaciones digitales e impresas. Ese mismo año anunciaron la oficialización de los Premios Crónicas de la Diversidad, destinados a destacar las diversas manifestaciones artísticas LGBT+, como la literatura, el teatro, la danza. Al año siguiente, en agosto de 2020, realizaron la primera entrega de los Premios Gio, en homenaje a Giovanny Romero Infante, joven activista peruano fallecido en 2019, para resaltar las producciones audiovisuales con contenido LGBT+ que se presentan en el Festival de Cine de Lima, en categorías como mejor película, mejor dirección, mejor guion y mejor interpretación, con un jurado integrado por personalidades LGBT+ peruanas.
Además de todo lo anterior, Crónicas de la diversidad mantiene actualizada una página web como portal de noticias y de historia, ha publicado libros digitales (cómics, infantiles, de teatro, estudios culturales y un catálogo de artistas), un libro de cómics impreso;organizado exposiciones de artistas LGBT+ como Lakita Canessa, escritora e ilustradora peruana, y eventos, tanto en Lima como en el interior del país. Asimismo, sus proyectos han sido financiados en múltiples oportunidades por el Ministerio de Cultura del Perú y en una ocasión por el Ministerio de la Producción.

## Libros
- Incendiar el clóset. Teatro disidente peruano en el siglo XXI- Varixs autrxs. Editado por Arturo Dávila, Julio Lossio y Sebastián Eddowes Vargas.
- En el jardín de lirios. El amor entre mujeres en la cultura pop asiática -Autora: Alexandra Arana Blas.
- Cómic por la paz y la igualdad - Varixs autorxs.
- Entintadxs. Catálogo de ilustradorxs peruanxs de temática LTGB+ - Varixs autorxs.
- Todo empezó con una sonrisa(cuento infantil) - Autora: Andrea Abadie.
- Ella también es mi mamá- Lakita Canessa, Chechi Chávez et al.
- Súper amigues. Cómic contra el COVID- Varixs autorxs.